# Iaia (pittrice)
Iaia, indicata anche come Lala, Laia o Maia (Cizico, ... – ...; fl. II-I secolo a.C.), è stata una pittrice greca antica, attiva a Roma sul finire dell'età repubblicana.

## Biografia
La maggior parte delle informazioni su Iaia deriva dalla Naturalis historia di Plinio il Vecchio.
Iaia nacque a Cizico, città greca della Misia, regione dell'Asia Minore, verosimilmente nella seconda metà del II secolo a.C.: Plinio la indica infatti come attiva a Roma all'epoca della giovinezza di Marco Terenzio Varrone (nato nel 116 a.C.).
L'artista si distinse soprattutto come ritrattista, per la sua tecnica a encausto e per le sue incisioni in avorio. Era inoltre famosa per un suo autoritratto, eseguito grazie all'uso di uno specchio, e per altri ritratti femminili che spesso concludeva con eccezionale rapidità, forse anche in un giorno soltanto.
Fu attiva dapprima a Neapolis (l'odierna Napoli), ma il suo successo fu tale da spingerla a trasferirsi direttamente a Roma, dove riuscì a mantenersi grazie alla sua arte, senza mai sposarsi ma vivendo da donna indipendente. Infatti venne soprannominata "perpetua virgo", perché libera da qualsiasi marito.
Iaia fu considerata un'artista più rapida e talentuosa dei suoi principali corrispettivi maschili dell'epoca, Sopoli e Dionisio, riuscendo a farsi pagare salari più elevati dei suoi colleghi e rivali uomini. Viene considerata da diversi autori latini "la migliore artista di Roma" all'epoca.

## Nella letteratura
Iaia è una delle cinque artiste donne ricordata da Plinio il Vecchio nella sua Naturalis historia (XXXV, 147-148) insieme a Timarete, Irene, Aristarete ed Olimpia.
Timarete, Eirene e Iaia (indicate rispettivamente come "Tamiri", "Irene" e "Marzia") figurano anche nel De mulieribus claris di Giovanni Boccaccio. Tramite Boccaccio, le tre furono riprese anche da Christine de Pizan nel suo La città delle dame.

## Galleria d'immagini
Iaia ("Marzia") in manoscritti miniati francesi del De mulieribus claris

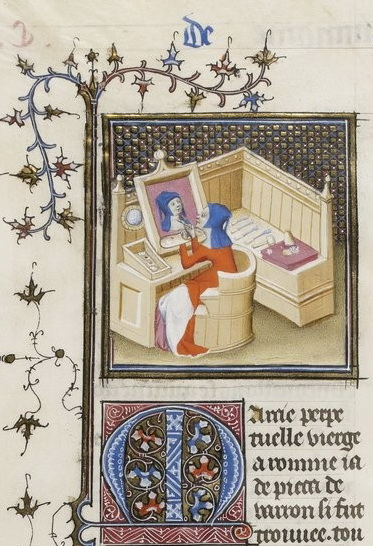
BNF Fr. 598, fol. 100v (1403)
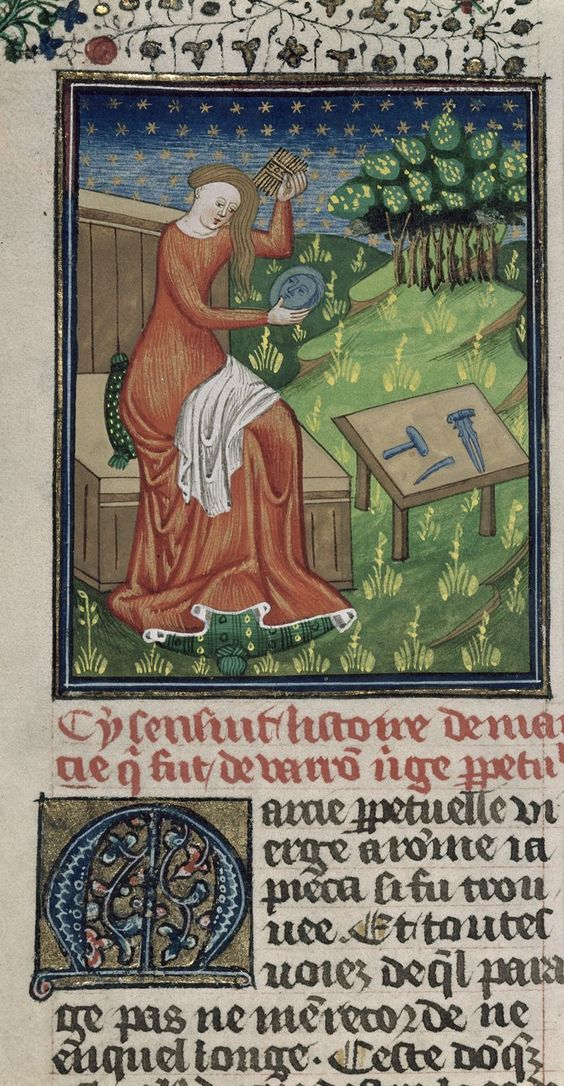
British Library, Royal 16 G V fol. 80 (metà XV secolo)
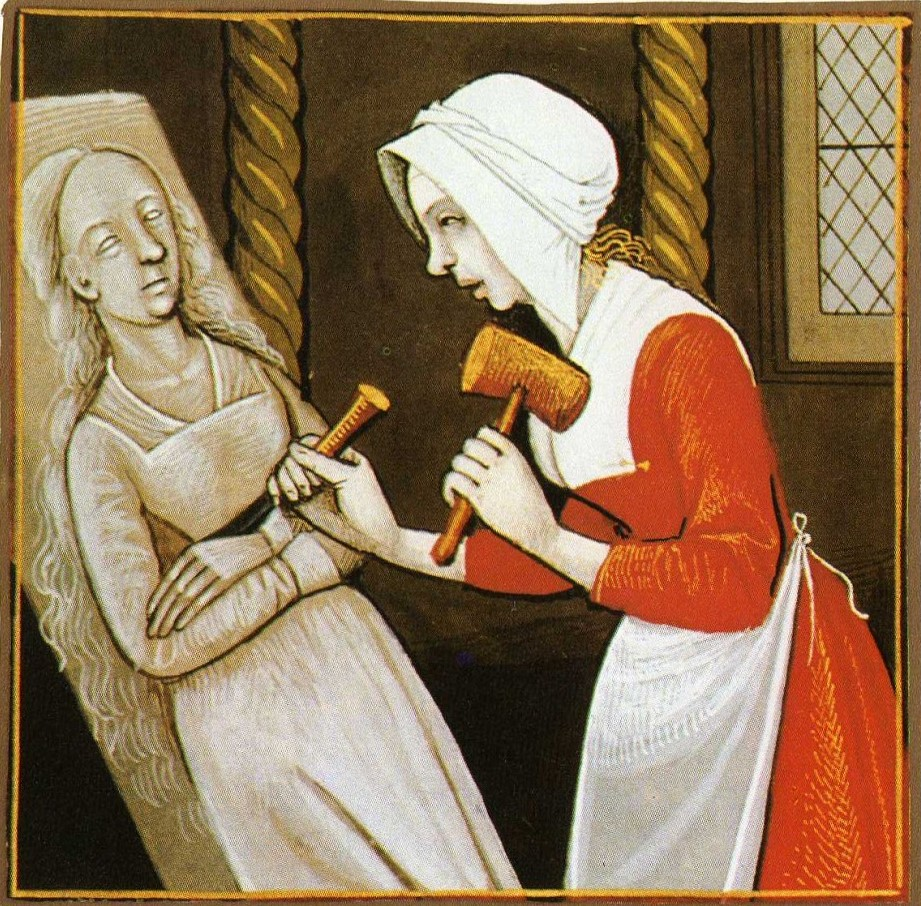
BnF Français 599 fol. 58 (fine XV secolo)

Iaia

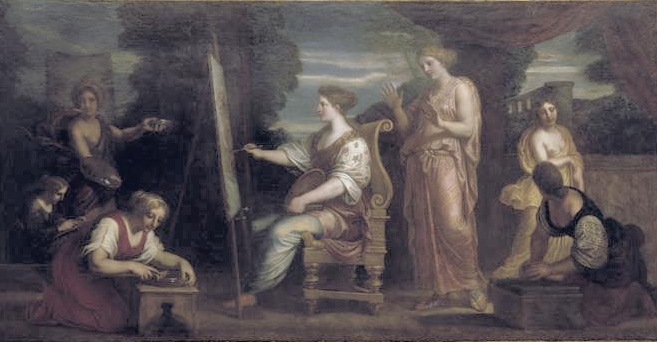
Iaia di Cizico che dipinge, dipinto di Michel Corneille il Giovane (1672) nel Salone dei Nobili della Reggia di Versailles (1672)
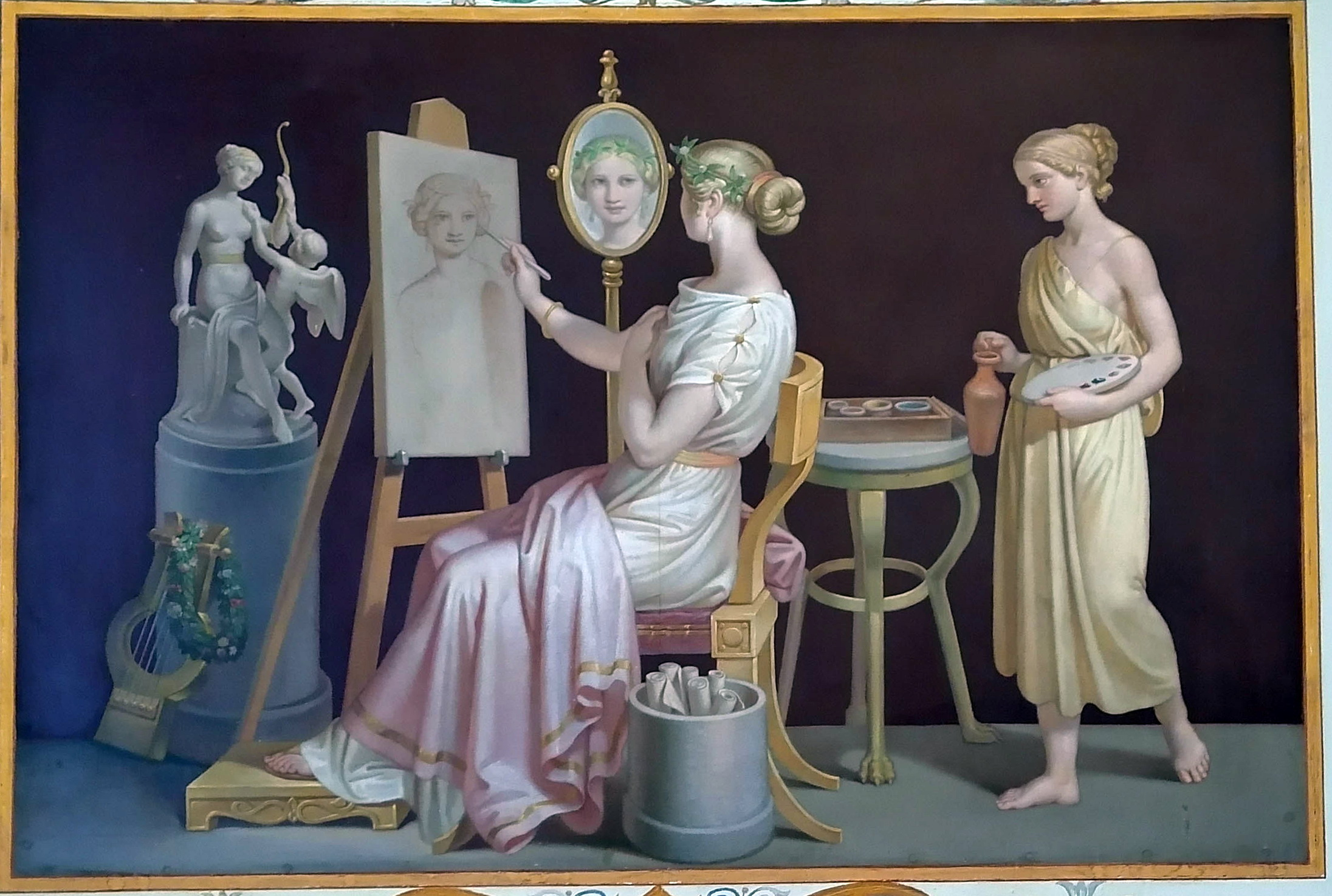
Iaia, affresco di Johann Georg Hiltensperger (anni 1840) nella Galleria di storia della pittura antica al Nuovo Ermitage